# Mielno (Dębnica Kaszubska)
Mielno (deutsch Mellin) ist ein Dorf in der Gemeinde Dębnica Kaszubska im Powiat Słupski (Kreis Stolp) der polnischen Woiwodschaft Pommern.

## Geographische Lage
Mielno liegt in Hinterpommern, etwa 20 Kilometer südsüdöstlich der  Stadt Słupsk (Stolp) und  neun Kilometer südsüdwestlich des Kirchdorfs Dębnica Kaszubska (Rathsdamnitz) am Rand eines Waldgebiets.

## Geschichte
Mielno ist in Form eines kleinen Gassendorfs angelegt worden. Früher bestand der Ort aus einem königlichen Anteil und aus einem adligen Anteil. Der königliche Anteil unterstand dem Amt Stolp, der adlige dem Gut Krampe. Zum königlichen Anteil gehörte auch die Melliner Wassermühle. 
Im Jahr 1925 standen in Mellin 68 Wohngebäude. Im Jahr 1939 wurden 97 Haushaltungen und 381 Einwohner gezählt. Im Jahr 1939 hatte Mellin 70 landwirtschaftliche Betriebe.
Vor 1945 gehörte Mellin zum Landkreis Stolp im Regierungsbezirk Köslin der Provinz Pommern. Die Gemeindefläche war 1.002 Hektar groß. In der Gemeinde Mellin gab es insgesamt vier Wohnorte:
- Forsthaus Mellin
- Mellin
- Mühle Mellin
- Waldarbeitergehöft Mellin

Mellin wurde gegen Ende des Zweiten Weltkriegs in der Nacht zum 7. März 1945 von der Roten Armee besetzt. Die Gastwirtschaft Mertens, das Wohnhaus Marschke und das Stallgebäude Thiede gingen in Flammen auf. Die Dorfbewohner hatten sich am Tag zuvor im Treck auf die Flucht begeben, doch der Treck wurde von  sowjetischen Truppen überrollt, und sie mussten zurückkehren. Im Herbst 1945 übernahmen die Polen das Dorf. Mellin wurde in Mielno umbenannt. Die deutschen Dorfbewohner wurden vertrieben.
Später wurden in der Bundesrepublik Deutschland 154 und in der DDR 134 aus Mellin vertriebene Dorfbewohner ermittelt.
In dem Dorf leben heute etwa 180 Einwohner.

### Schule
Vor 1945 verfügte das Dorf über eine zweistufige Volksschule. Im Jahr 1932 unterrichtete dort ein Lehrer in zwei Klassen 76 Schulkinder.

### Kirche
Die vor 1945 hier lebenden Dorfbewohner waren ganz überwiegend evangelisch. Im Jahre 1925 war ein Dorfbewohner römisch-katholisch. Mellin gehörte zum Kirchspiel Rathsdamnitz und damit zum Kirchenkreis Stolp-Stadt.